# 1945년 몽골 독립 국민투표
1945년 중소 우호 동맹 조약에 따라 몽골의 독립 의사를 확인하기 위해 실시된 국민투표다. 투표자 전원찬성으로 가결되었고 1946년에 중화민국은 몽골의 독립을 승인했다.

## 결과
| 선택                | 투표    | %    |
| ------------------- | ------- | ---- |
| 찬성                | 487,409 | 100  |
| 반대                | 0       | 0.0  |
| 무효/빈 투표        | 0       | –    |
| 총합                | 487,409 | 100  |
| 등록 투표자/참가자  | 494,960 | 98.5 |
| 출처: Nohlen et al. |         |      |

## 같이 보기
- 몽골
- 외몽골